# Équipe cycliste Kolss
L'équipe cycliste Kyiv-Kolss est une équipe cycliste ukrainienne créée en 2009 et ayant le statut d'équipe continentale de 2010 à 2017. Elle disparaît à l'issue de la saison 2017 et réapparaît en 2019.

## Histoire de l'équipe

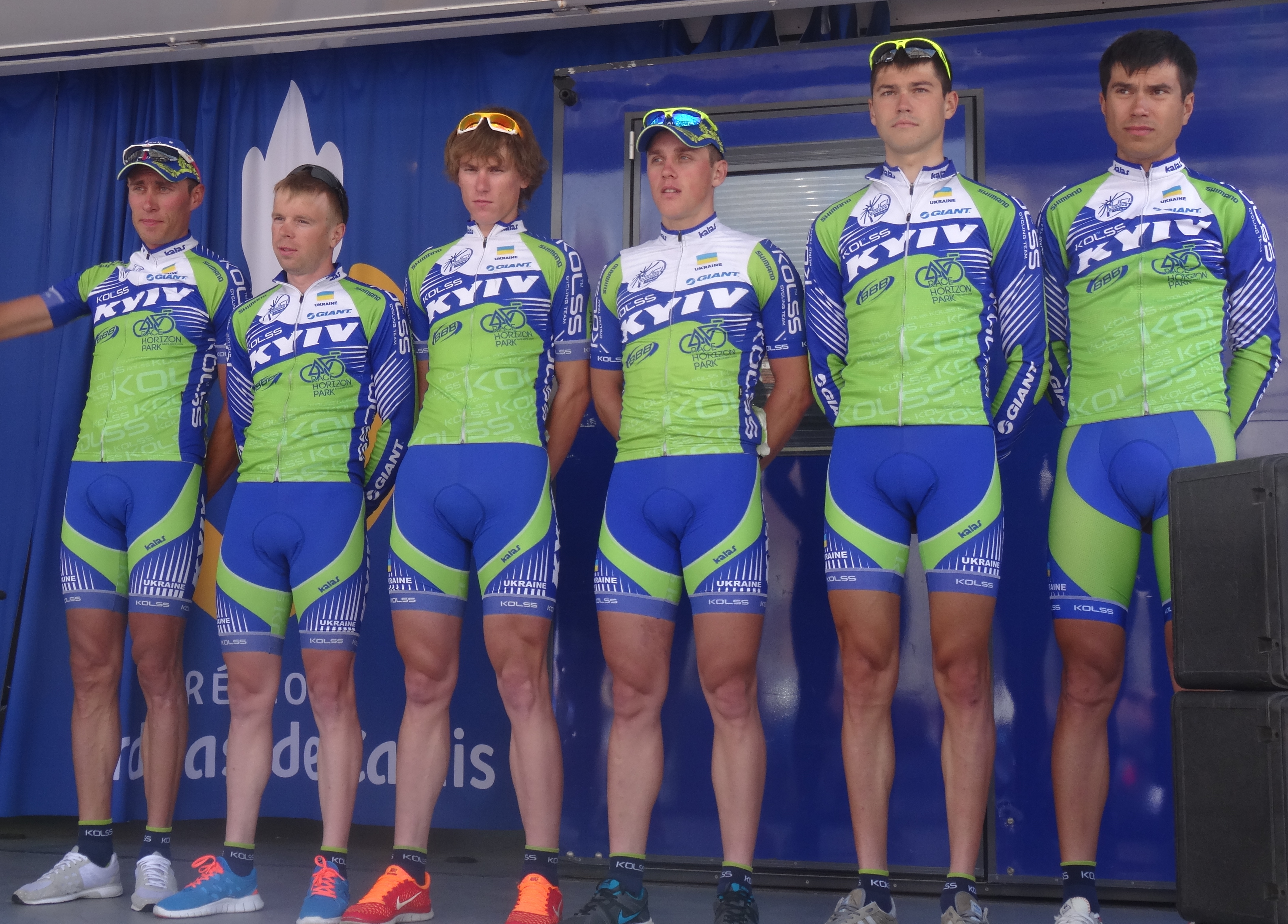
Oleksandr Kvachuk, Oleksandr Prevar, Oleksandr Golovash, Andriy Kulyk, Andrii Bratashchuk et Oleksandr Polivoda lors du départ de la 3e étape du Paris-Arras Tour 2014 à Arras.

Dix-huit coureurs ainsi qu'un stagiaire composent l'effectif 2014 de l'équipe. Seize victoires sont dénombrées : Vitaliy Buts remporte la 5e étape du Grand Prix de Sotchi le 5 avril, Vitaliy Buts la Race Horizon Park 1 le 30 mai, Mykhailo Kononenko la Race Horizon Park 2 le lendemain, Denys Kostyuk la Race Horizon Park 3 le surlendemain, Oleksandr Polivoda la 2e étape du Tour de Slovaquie le 4 juin et trois jours plus tard le classement général, tandis qu'Andriy Kulyk remporte la 5e et dernière étape. Andriy Vasylyuk remporte le championnat d'Ukraine du contre-la-montre le 27 juin, deux jours plus tard, Vitaliy Buts remporte le championnat d'Ukraine sur route. Lors du Tour du lac Qinghai, Oleksandr Polivoda remporte la 1re étape le 6 juillet, Mykhailo Kononenko la 3e étape le 8 et Sergiy Lagkuti la 8e étape le 13. Oleksandr Golovash remporte la 1re étape du Tour de Szeklerland le 7 août, Mykhailo Kononenko la 1re et la 3e étape du Baltic Chain Tour les 20 et 22 août. Enfin, le 2 septembre, Vitaliy Buts remporte la 4e étape du Tour de Chine I.
En 2015, l'équipe devient Kolss-BDC à la suite de l'arrêt de l'équipe BDC Marcpol qui apporte son soutien à Kolss ainsi que la signature de plusieurs coureurs de l'équipe BDC Marcpol. Elle disparaît à l'issue de la saison 2017. En novembre 2018, il est communiqué qu'une nouvelle équipe continentale ukrainienne est prévue pour la saison 2019. Elle est le résultat de la coopération de la Fédération ukrainienne de cyclisme et des dirigeants de l'ancienne équipe Kolss. Plusieurs coureurs ukrainiens reviennent dans l'équipe.

## Principales victoires

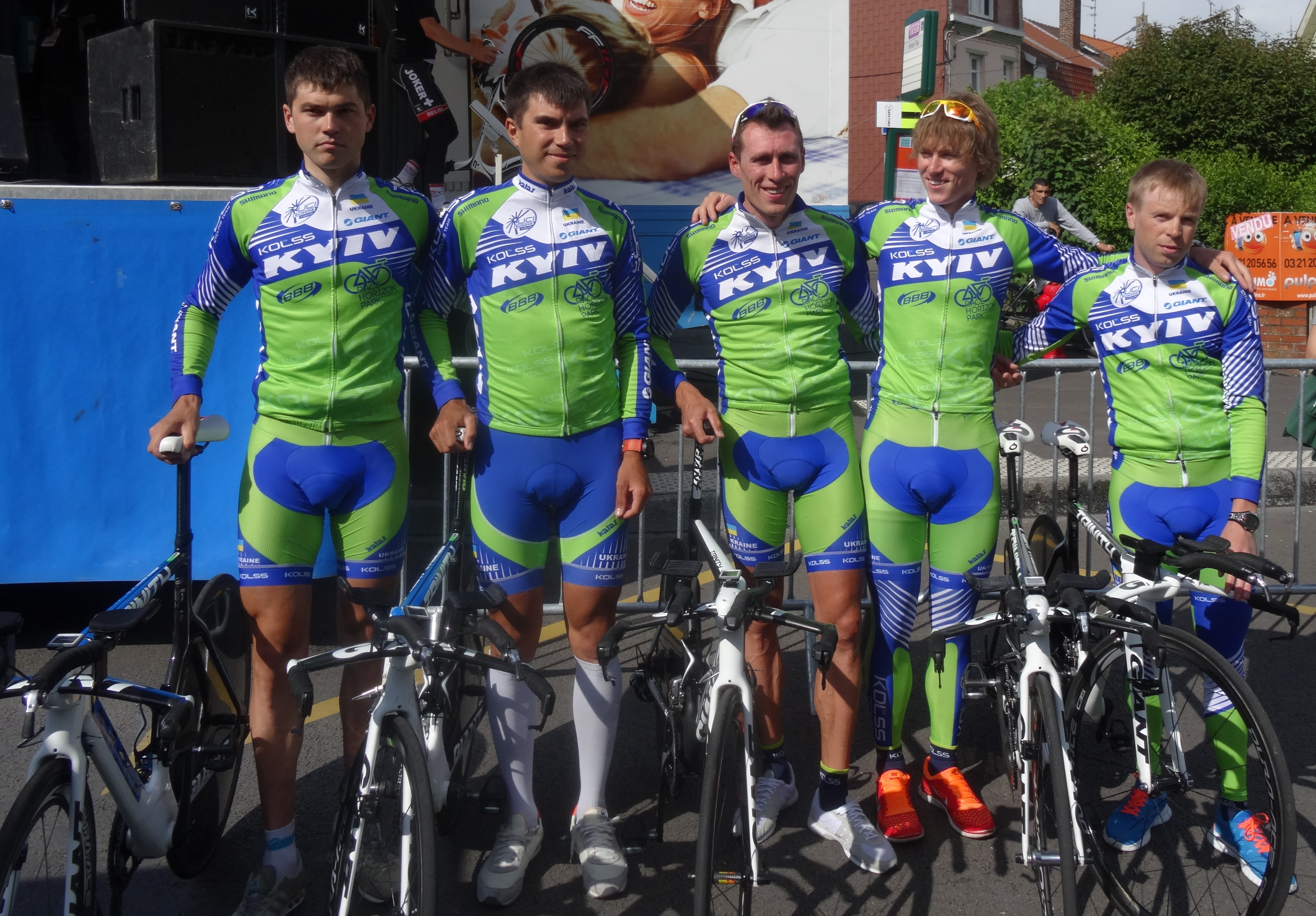
L'équipe lors du Paris-Arras Tour 2014

### Courses UCI
- Grand Prix de Sotchi : Vitaliy Buts (2013)
- Grand Prix d'Adyguée : Vitaliy Buts (2013) et Andriy Khripta (2013)
- Mayor Cup : Sergiy Lagkuti (2015)
- Horizon Park Race for Peace : Denys Kostyuk (2013), Vitaliy Buts (2014 et 2016), Sergiy Lagkuti (2015), Mykhailo Kononenko (2017)
- Horizon Park Race Maidan : Mykhailo Kononenko (2013 et 2014) et Oleksandr Polivoda (2015)
- Tour de Roumanie : Vitaliy Buts (2013)
- Horizon Park Classic : Denys Kostyuk (2014), Mykhailo Kononenko (2015 et 2016), Oleksandr Prevar (2017)
- Tour de Slovaquie : Oleksandr Polivoda (2014)
- Tour du lac Qinghai : Mykhailo Kononenko (2014) et Sergiy Lagkuti (2016)
- Tour de Mersin : Oleksandr Polivoda (2015)
- Mémorial Oleg Dyachenko : Mykhailo Kononenko (2015)
- Cinq anneaux de Moscou : Oleksandr Polivoda (2015)
- Grand Prix de Vinnytsia : Vitaliy Buts (2015)
- Grand Prix ISD : Andriy Khripta (2015)
- Memorial im. J. Grundmanna J. Wizowskiego : Adam Stachowiak (2015)
- Minsk Cup : Oleksandr Golovash (2015)
- Podlasie Tour : Andriy Vasylyuk (2015)
- Odessa Grand Prix 1 : Oleksandr Polivoda (2015), Mykhailo Kononenko (2017)
- Odessa Grand Prix 2 : Vitaliy Buts (2015)
- Baltic Chain Tour : Andriy Kulyk (2015)
- Black Sea Cycling Tour : Vitaliy Buts (2015)
- Belgrade-Banja Luka I : Vitaliy Buts (2016)
- Visegrad 4 Bicycle Race - GP Slovakia : Andriy Kulyk (2016)
- Mémorial Roman Siemiński : Mykhailo Kononenko (2016)
- Szlakiem Grodów Piastowskich : Oleksandr Polivoda (2016)
- Tour d'Ukraine : Sergiy Lagkuti (2016), Vitaliy Buts (2017)
- Tour de Ribas : Andriy Vasylyuk (2016), Sergiy Lagkuti (2017)
- Tour de Bulgarie (nord) : Sergiy Lagkuti (2017)
- Tour de Bulgarie (sud) : Vitaliy Buts (2017)

### Championnats nationaux
- Championnats d'Ukraine sur route : 11
  - Course en ligne : 2013 (Denys Kostyuk), 2014 (Vitaliy Buts), 2015 (Mykhailo Kononenko) et 2016 (Oleksandr Polivoda)
  - Contre-la-montre : 2013, 2014, 2016 (Andriy Vasylyuk) et 2015 (Sergiy Lagkuti)
  - Course en ligne espoirs : 2012 (Oleksandr Golovash)
  - Contre-la-montre espoirs : 2012 et 2013 (Oleksandr Golovash)

## Classements UCI
L'équipe participe aux épreuves des circuits continentaux et principalement les courses du calendrier de l'UCI Europe Tour. Les tableaux ci-dessous présente les classements de l'équipe sur les circuits, ainsi que son meilleur coureur au classement individuel.
UCI Asia Tour
| Saison | Classement par équipes | Meilleur coureur au classement individuel |
| ------ | ---------------------- | ----------------------------------------- |
| 2010   | 60e                    | Mykhailo Kononenko (270e)                 |
| 2011   | 43e                    | Ievgen Filin (147e)                       |
| 2013   | 63e                    | Andriy Vasylyuk (221e)                    |
| 2014   | 5e                     | Mykhailo Kononenko (12e)                  |
| 2015   | 7e                     | Oleksandr Polivoda (15e)                  |
| 2016   | 3e                     | Sergiy Lagkuti (20e)                      |
| 2017   | 20e                    | Vitaliy Buts (88e)                        |

UCI Europe Tour
| Saison | Classement par équipes | Meilleur coureur au classement individuel |
| ------ | ---------------------- | ----------------------------------------- |
| 2010   | 100e                   | Mykhailo Kononenko (709e)                 |
| 2011   | 72e                    | Mykhailo Kononenko (274e)                 |
| 2012   | 67e                    | Mykhailo Kononenko (250e)                 |
| 2013   | 13e                    | Vitaliy Buts (9e)                         |
| 2014   | 15e                    | Vitaliy Buts (14e)                        |
| 2015   | 4e                     | Vitaliy Buts (6e)                         |
| 2016   | 19e                    | Vitaliy Buts (90e)                        |
| 2017   | 15e                    | Vitaliy Buts (111e)                       |
| 2019   |                        |                                           |

## Kolss en 2017[11]

### Effectif
| Effectif 2017                              | Effectif 2017     | Effectif 2017 | Effectif 2017                 |
| Cycliste                                   | Date de naissance | Pays          | Équipe précédente             |
| ------------------------------------------ | ----------------- | ------------- | ----------------------------- |
| Norbert Banaszek (24 mars–31 déc.)         | 18 juin 1997      | Pologne       | Verva ActiveJet (2016)        |
| Adrian Banaszek (24 mars–31 déc.)          | 21 octobre 1993   | Pologne       | Verva ActiveJet (2016)        |
| Pavlo Bondarenko (3 mars–31 déc.)          | 10 septembre 1996 | Ukraine       |                               |
| Andriy Bratashchuk                         | 8 avril 1992      | Ukraine       |                               |
| Vitaliy Buts                               | 24 octobre 1986   | Ukraine       | Lampre-ISD (2012)             |
| Volodymyr Kogut (1 janv.–10 mars)          | 28 juillet 1984   | Ukraine       | Amore & Vita-Selle SMP (2016) |
| Mykhailo Kononenko                         | 30 octobre 1987   | Ukraine       | Danieli (2008)                |
| Andriy Kulyk                               | 30 août 1989      | Ukraine       |                               |
| Sergiy Lagkuti                             | 24 avril 1985     | Ukraine       |                               |
| Vasyl Malynivskyi                          | 21 novembre 1992  | Ukraine       |                               |
| Oleksandr Polivoda                         | 31 mars 1987      | Ukraine       | Atlas Personal-Jakroo (2013)  |
| Oleksandr Prevar                           | 28 juin 1990      | Ukraine       |                               |
| Llibert Sendrós                            | 26 août 1991      | Espagne       |                               |
| Mykyta Skorenko                            | 28 juin 1993      | Ukraine       | Kyiv Capital Racing (2015)    |
| Vladyslav Soltasiuk (3 mars–31 déc.)       | 23 septembre 1997 | Ukraine       |                               |
| Andriy Vasylyuk                            | 29 août 1987      | Ukraine       | Danieli (2008)                |
| Yurii Burchenia (30 mai–31 déc.)           | 5 mai 1998        | Ukraine       |                               |
|                                            |                   |               |                               |
| Sources : ProCyclingStats Cycling Archives |                   |               |                               |

## Saisons précédentes
- Kolss en 2014
- Kolss-BDC en 2015
- Kolss-BDC en 2016